# Zhu Qi (calciatore)
Zhu Qi (Shanghai, 1º ottobre 1974) è un ex calciatore cinese, di ruolo centrocampista.

## Palmarès

### Club

#### Competizioni nazionali
- Campionato cinese: 1

Shanghai Shenhua: 1995
- Coppa della Cina: 1

Shanghai Shenhua: 1998